# Monjayaki
Monjayaki (もんじゃ焼き) er en japansk ret, som man spiser sammen på restauranter. Tilberedelsen minder om okonomiyaki: Noget flydende dej (mel, yamaimo, æg, kål, vand eller dashi) som ved okonomiyaki steges sammen med forskellige andre ingredienser som kød, fisk, grøntsager, omochi og ost på en teppan (varm stålplade til tilberedning af mad) og spises efterfølgende direkte fra teppan. Ved spisningen benytter man en lille spartel i stil med den, der bruges ved tilberedning af okonomiyaki, bare mindre.
I modsætning er okonomiyaki er dejen meget mere flydende, og derfor har monjayaki ikke den klassiske pandekageform som okonomiyaki men er nærmest formløs. Ved spisningen begynder man derfor også ved kanten, da monjaen er hurtigere færdig der.
Monjayaki stammer fra Tokyo og er derfor særligt vellidt i Kantō-regionen. I kvarteret Tsukishima (Chuuou, Tokyo) er restauranterne i hele gaden Nishinaka-doori (西仲通り) tilegnet monyaki og okonomiyaki. De typiske okonomiyaki-restauranter i Tokyo har som regel også monja på menuen.